# Тристан-аккорд
Тристан-аккорд — аккорд f-h-dis1-gis1, выполняющий роль лейтгармонии в опере Рихарда Вагнера «Тристан и Изольда». Тристан-аккорд — визитная карточка гармонического стиля Вагнера и символ позднеромантической гармонии в целом.

## Краткая характеристика
Особенность структуры этого созвучия (малый септаккорд) делает его тональный контекст неопределённым, двусмысленным. Вагнер применяет Тристан-аккорд в опере начиная с самых первых тактов (см. нотный пример) и, используя структурную неопределённость и фоническую мягкость этого диссонанса, намеренно оставляет его без разрешения. Эта характерная «вопросительность», или «недосказанность», или «эмоция томления», сосредоточенная в неразрешённом Тристан-аккорде, далее эксплуатируется на протяжении сочинения, включается (в числе других средств музыкальной выразительности) в целостную музыкально-драматическую концепцию как символический и легко опознаваемый слухом её элемент.

## Музыкально-теоретическая трактовка
По Ю. Н. Холопову, Тристан-аккорд — важнейшая структура для реализации «функциональной инверсии» в опере Вагнера, а также техники дополнительного конструктивного элемента (ДКЭ). Само созвучие Холопов трактует (см. аналитическую цифровку в нотном примере) как периферийное созвучие a-moll, а именно терцквартаккорд (второе обращение) двойной доминанты с апподжиатурой (gis1 — неаккордовый звук, переходящий в аккордовый a1). В других местах партитуры «Тристана» то же созвучие намеренно помещается в иной гармонический контекст и имеет другое ладофункциональное значение.

## Заимствования
Тристан-аккорд неоднократно использовался (в том числе иронически) в сочинениях композиторов, особенно в XX веке — у А. Берга (шестая часть Лирической сюиты для струнного квартета, 1926), Х. Эйслера, Б. Бриттена (опера «Альберт Херринг», Акт II) и др.